# Tint
『Tint』（ティント）は、大貫妙子＆小松亮太のアルバム。2015年6月10日にSony Musicより発売された。

## 概要
タイトルの ″ティント″ とは色彩の配合や濃淡を表す。″大貫妙子＆小松亮太″名義のアルバムとなっており、大貫のアルバムとしては通算27作目となる。本作は第57回日本レコード大賞 優秀アルバム賞を受賞した。
大貫とバンドネオン奏者である小松との出会いは、2000年6月に発売されたアルバム『ensemble』の制作時、大貫本人が当時デビュー直後であった小松を指名しレコーディングに参加したことがきっかけとなっている。小松の才能に魅かれた大貫はそれ以降もアルバム制作の構想を考えていたが、双方のスケジュールの都合などもあり中々実現しなかった。本作は15年の時を経て、大貫と小松による久々のコラボレーション作品となった。
大貫は小松を「バンドネオンを弾くために生まれてきたような人。彼自身が自分の世界をどこまでも突きつめていく姿は、あらためて美しいと思います」と高く評価している。また小松は「大貫さんとは何度となく共演させて頂いたにも関わらず、そして共演アルバムのアイディアはずっと以前からあったにも関わらず、なぜかレコーディングは早々とは実現しなかった。しかしその″待ち″の時間に、僕は大貫さんとどれだけ語り合い、栄養を頂いたことだろう。至高の″溜め″の時間を経た共演の記録を誇りに思う」と本作への思いを語っている。
当初は2015年5月20日に発売の予定だったが、諸般の事情により延期になっている。
同年10月からは、本作の収録曲を中心に選曲された全国6か所を巡るツアーが開催された。

## 収録曲

### CD
| #         | タイトル                                   | 作詞                                    | 作曲               | 編曲                           | 時間  |
| --------- | ------------------------------------------ | --------------------------------------- | ------------------ | ------------------------------ | ----- |
| 1.        | 「1980年代」(instrumental)                 | -                                       | Omar Valente       | Omar Valente                   | 4:26  |
| 2.        | 「Tango」                                  | 大貫妙子 (スペイン語詞) Fernando Aponte | 坂本龍一           | 小松亮太                       | 5:14  |
| 3.        | 「Hiver」                                  | 大貫妙子                                | 大貫妙子           | 森俊之 (ストリングス) 熊田洋   | 4:11  |
| 4.        | 「エトランゼ 〜etranger」                  | 大貫妙子                                | 大貫妙子           | 国府弘子 (ストリングス) 熊田洋 | 4:16  |
| 5.        | 「我々はあまりにも若かった」(instrumental) | -                                       | Leopoldo Federico  | Leopoldo Federico              | 3:22  |
| 6.        | 「愛しきあなたへ」                         | 大貫妙子                                | 小松亮太・大貫妙子 | 小松亮太                       | 4:50  |
| 7.        | 「ハカランダの花の下で」                   | (日本語詞) 大貫妙子                     | Héctor Stamponi    | Omar Valente                   | 3:50  |
| 8.        | 「リベルタンゴ」(instrumental)             | -                                       | Astor Piazzolla    | 小松亮太                       | 4:38  |
| 9.        | 「ホテル」                                 | 大貫妙子                                | 小松亮太           | 小松亮太                       | 5:27  |
| 10.       | 「突然の贈りもの」                         | 大貫妙子                                | 大貫妙子           | 小松亮太                       | 4:23  |
| 合計時間: | 合計時間:                                  | 合計時間:                               | 合計時間:          | 合計時間:                      | 44:42 |

### LP
| #  | タイトル                                   | 作詞                                    | 作曲              | 編曲                           | 時間 |
| -- | ------------------------------------------ | --------------------------------------- | ----------------- | ------------------------------ | ---- |
| 1. | 「1980年代」(instrumental)                 | -                                       | Omar Valente      | Omar Valente                   | 4:26 |
| 2. | 「Tango」                                  | 大貫妙子 (スペイン語詞) Fernando Aponte | 坂本龍一          | 小松亮太                       | 5:14 |
| 3. | 「Hiver」                                  | 大貫妙子                                | 大貫妙子          | 森俊之 (ストリングス) 熊田洋   | 4:11 |
| 4. | 「エトランゼ 〜etranger」                  | 大貫妙子                                | 大貫妙子          | 国府弘子 (ストリングス) 熊田洋 | 4:16 |
| 5. | 「我々はあまりにも若かった」(instrumental) | -                                       | Leopoldo Federico | Leopoldo Federico              | 3:22 |

| #  | タイトル                       | 作詞                | 作曲               | 編曲         | 時間 |
| -- | ------------------------------ | ------------------- | ------------------ | ------------ | ---- |
| 1. | 「愛しきあなたへ」             | 大貫妙子            | 小松亮太・大貫妙子 | 小松亮太     | 4:50 |
| 2. | 「ハカランダの花の下で」       | (日本語詞) 大貫妙子 | Héctor Stamponi    | Omar Valente | 3:50 |
| 3. | 「リベルタンゴ」(instrumental) | -                   | Astor Piazzolla    | 小松亮太     | 4:38 |
| 4. | 「ホテル」                     | 大貫妙子            | 小松亮太           | 小松亮太     | 5:27 |
| 5. | 「突然の贈りもの」             | 大貫妙子            | 大貫妙子           | 小松亮太     | 4:23 |

## 楽曲解説
1. 1980年代 (instrumental)
2. Tango
アルバム『LUCY』収録曲のリメイクヴァージョン。坂本龍一のアルバム『スムーチー』収録曲のカバー。
3. Hiver
アルバム『One Fine Day』収録曲のリメイクヴァージョン。
4. エトランゼ 〜etranger
アルバム『ensemble』収録曲のリメイクヴァージョン。
5. 我々はあまりにも若かった (instrumental)
アルゼンチン出身のバンドネオン奏者で作曲家レオポルド・フェデリコの曲「Éramos tan jóvenes」のカバー。
6. 愛しきあなたへ
NHKラジオ深夜便「深夜便のうた」10月〜12月テーマ曲。シングルとしても発売されている[10]。
7. ハカランダの花の下で
アルゼンチン出身の作曲家でピアニストのエクトル・スタンポーニの曲「最後のコーヒー (El Ultimo Cafe)」に日本語詞をつけたもの。
8. リベルタンゴ (instrumental)
アルゼンチン出身のバンドネオン奏者で作曲家アストル・ピアソラの代表曲のカヴァー。
9. ホテル
10. 突然の贈りもの
大貫のアルバム『MIGNONNE』収録曲のリメイクヴァージョン。

## 参加ミュージシャン
| 1980年代 - Bandneón: 小松亮太、川波幸恵 - Violin: 近藤久美子、川口静華 - Viola: 吉田有紀子 - Cello: 松本卓以 - Contrabass: 田中伸司 - Piano: 鈴木厚志 - Guitar: 鬼怒無月 Tango - Vocal: 大貫妙子 - Bandneón: 小松亮太 - Violin: 近藤久美子 - Contrabass: 田中伸司 - Guitar: 天野清継 - Piano: 熊田洋 Hiver - Vocal: 大貫妙子 - Bandneón: 小松亮太 - Violin: 近藤久美子、川口静華 - Viola: 吉田有紀子 - Cello: 松本卓以 - Contrabass: 田中伸司 - Piano: 鈴木厚志 - Guitar: 鬼怒無月 - Cajón Drums: 林立夫 エトランゼ 〜etranger - Vocal: 大貫妙子 - Bandneón: 小松亮太 - Piano: 国府弘子 我々はあまりにも若かった - Bandneón: 小松亮太 - Violin: 近藤久美子 - Contrabass: 田中伸司 | 愛しきあなたへ - Vocal: 大貫妙子 - Bandneón: 小松亮太 - Violin: 近藤久美子、伊勢三木子 - Viola: 菊池幹代 - Cello: 松本卓以 - Contrabass: 西嶋徹 - Piano: 峯野祐次 ハカランダの花の下で - Vocal: 大貫妙子 - Bandneón: 小松亮太 - Violin: 近藤久美子 - Contrabass: 田中伸司 - Guitar: 天野清継 - Piano: 熊田洋 リベルタンゴ - Bandneón: 小松亮太 - Violin: 近藤久美子 - Contrabass: 田中伸司 - Guitar: 天野清継 - Piano: 国府弘子 ホテル - Vocal: 大貫妙子 - Bandneón: 小松亮太 - Violin: 近藤久美子、川口静華 - Viola: 御法川雄矢 - Cello: 松本卓以 - Contrabass: 田中伸司 - Guitar: 石成正人 - Hammond Organ: 鈴木厚志 - Percussion: 藤井珠緒 突然の贈りもの - Vocal: 大貫妙子 - Bandneón: 小松亮太 |

## 大貫妙子と小松亮太コンサートツアー「Tint」
| # | 日時           | 会場                               |
| - | -------------- | ---------------------------------- |
| 1 | 2015年10月3日  | 長崎県 とぎつカナリーホール        |
| 2 | 2015年10月10日 | 北海道 道新ホール                  |
| 3 | 2015年10月16日 | 東京都 Bunkamuraオーチャードホール |
| 4 | 2015年10月24日 | 長野県 八ヶ岳高原音楽堂            |
| 5 | 2015年10月31日 | 愛知県 NAGOYA BLUE NOTE            |
| 6 | 2015年11月27日 | 大阪府 Billboard Live Osaka        |

## 参考資料
- 大貫妙子とバンドネオン奏者小松亮太、秋に初のコラボ全国ツアーが決定 – Sony Music Entertainment
- 最新アルバム『Tint』の風景（後編） – encore USEN CORPORATION